# Doris Sottopietra
Doris Sottopietra (* 7. Januar 1960 in Dornbirn; † 1. März 2006) war eine österreichische Historikerin und Politikwissenschaftlerin. Sie veröffentlichte vor allem zum Antisemitismus in Österreich.

## Leben
Sottopietra stammte aus Vorarlberg und studierte Geschichte, Politikwissenschaft und Germanistik an der Universität Wien und Politikwissenschaft auf Diplom am Institut für Höhere Studien (IHS) in Wien. Nach dem Magister wurde sie 1995 bei Gerhard Jagschitz am Institut für Zeitgeschichte der Universität Wien mit der Dissertation Metamorphosen eines Konzepts. Eine entwicklungsgeschichtliche Untersuchung des Antisemitismus in Österreich zur Dr. phil. promoviert.
Sie war lange Zeit als Lektorin für wissenschaftliche und Sachbücher in Wien tätig. Außerdem arbeitete die Geistes- und Sozialwissenschaftlerin an Forschungsprojekten wie „Wiedergutmachung und Restitution im Bereich der Parteien und des ÖGB“ (des Karl von Vogelsang-Institut zur Erforschung der Geschichte der Christlichen Demokratie in Österreich) mit und war wissenschaftliche Mitarbeiterin der unabhängigen Historikerkommission der Bank Austria Creditanstalt Histcom Banken. Ihre Forschungsschwerpunkte waren Antisemitismus, Rassismus, Ethnizität und Rechtspopulismus. Sie veröffentlichte vor allem zum Antisemitismus in Österreich; Artikel erschienen u. a. in der Österreichischen Zeitschrift für Soziologie, der Österreichischen Zeitschrift für Politikwissenschaft und im Jahrbuch des Karl von Vogelsang-Instituts zur Erforschung der Geschichte der christlichen Demokratie in Österreich.
2007 wurde durch das Institut für Zeitgeschichte der Universität Wien und das Ludwig Boltzmann Institut für Historische Sozialwissenschaft das Dr. Doris Sottopietra-Gedächtnis-Symposion „Metamorphosen des Antisemitismus heute“ ausgerichtet.

## Schriften (Auswahl)
Monografien
- Variationen eines Vorurteils. Eine Entwicklungsgeschichte des Antisemitismus in Österreich. Passagen-Verlag, Wien 1997, ISBN 3-85165-243-6.
- Phänomen Rechtspopulismus. Eine Studie. Hrsg. durch den Verein Zukunfts- und Kulturwerkstätte, Wien 1998, ISBN 3-901485-07-4.
- mit Matthias Marschik: Erbfeinde und Haßlieben. Konzept und Realität Mitteleuropas im Sport (= Sport: Kultur, Veränderung. Bd. 28). Lit, Münster u. a. 2000, ISBN 3-8258-5093-5.

Herausgeberschaften
- (Hrsg.): Ernst Frey: Vietnam, mon amour. Ein Wiener Jude im Dienst von Hô Chi Minh. Czernin-Verlag, Wien 2001, ISBN 3-7076-0113-7.
- mit Gerhard Botz (Hrsg.): Ernst Mühlbacher: Zwischen Technik und Musik. Ohne „Ariernachweis“ in der Raketenforschung des Dritten Reiches. Edition Atelier, Wien 2003, ISBN 3-85308-090-1.

Beiträge in Sammelbänden
- mit Maria Wirth: Die Länderebene und Ehemalige NationalsozialistInnen in der SPÖ. Eine quantitative und qualitative Untersuchung. In: Maria Mesner (Hrsg.): Entnazifizierung zwischen politischem Anspruch, Parteienkonkurrenz und Kaltem Krieg. Das Beispiel der SPÖ.  Oldenbourg, Wien u. a. 2005, ISBN 3-7029-0534-0, S. 77 ff. und S. 266 ff.